# János Jakab
János Jakab (Boedapest, Hongarije, 23 juli 1986) is een voormalig Hongaars professioneel tafeltennisser. Hij speelt rechtshandig met de shakehandgreep.
Hij nam namens zijn land deel aan de Olympische Zomerspelen 2008 maar won geen medailles.